# Christian Figueiredo
Christian Figueiredo de Caldas (Blumenau, 6 de junho de 1994) é um youtuber, influenciador digital, apresentador, cantor e escritor brasileiro.

## Biografia e carreira

### Internet
Christian Figueiredo começou no YouTube com quinze anos de idade, quando criou o canal "Eu Fico Loko". Aos 18 anos de idade, fundou uma empresa audiovisual, mas depois vendeu sua parte na empresa, seguindo carreira com enfoque total ao YouTube.
Hoje, Christian já possui mais de 11,9 milhões de inscritos no primeiro canal. Ele também possui um canal secundário, intitulado com seu próprio nome, que possui mais de 7,51 milhões de inscritos. Por conta de seu reconhecimento como youtuber e escritor, ele já participou de diversos programas de TV, entre eles Programa Raul Gil, Legendários, Programa do Porchat, The Noite com Danilo Gentili e Encontro com Fátima Bernardes. Ele também atuou na série Ponto de Vista, do canal Parafernalha.
Em novembro de 2019, participou do Show da Black Friday. O evento foi gravado no YouTube Space, no Rio de Janeiro, e contou com participações de outras personalidades, sendo também transmitido simultaneamente em mais de um canal. É a maior live já feita no YouTube.

### Livros
Em fevereiro de 2015, o youtuber decidiu se aventurar na literatura e lançou o primeiro livro, chamado Eu Fico Loko – As Desaventuras de Um Adolescente Nada Convencional, e em setembro do mesmo ano ele lançou o segundo livro, chamado Eu Fico Loko 2 – As Histórias Que Tive Medo de Contar e o terceiro Eu Fico Loko 3 – O Livro Secreto dos Bastidores. O primeiro livro vendeu mais de 172 mil cópias, sendo o segundo livro infantojuvenil mais vendido no Brasil e nono livro mais vendido no ranking geral da PublishNews de 2015, já o segundo vendeu 106 mil cópias e o terceiro foram vendidos mais de 700 mil cópias vendidas, mas na Amazon ficou no Ranking dos mais vendidos: Nº 90,051 em Livros, Nº 5,278 em Ficção Infantil e Juvenil e Nº 5,278 em Ficção Infantil e Juvenil. Também lançou em outubro de 2017 o seu primeiro romance, Um Coração Maior Que o Mundo. Vou Ser Pai – Os 9 Meses Mais Lokos Da Minha Vida, publicado 12 outubro 2020,  na Amazon ficou no Ranking dos mais vendidos: Nº 33,563 em Livros, Nº 28 em Biografias de Atores e Atrizes, Nº 30 em Biografias dos Apresentadores, Nº 36 em Bebês e Crianças Paternidade e Relacionamentos.  

### Cinema
Christian Figueiredo esteve no elenco do Internet: O Filme, junto com Felipe Castanhari, Júlio Cocielo, Cellbit e Rafinha Bastos, que estreou em fevereiro de 2017 pela Paris Filmes.
O livro de Christian, Eu Fico Loko, se tornou um filme. Ele foi o primeiro youtuber a ter a sua história contada em obras cinematográficas, e o filme estreou em 19 de janeiro de 2017. O longa é recomendado pelo escritório internacional da Universal, o filme começou a ser rodado em maio de 2016 sob a direção de Bruno Garotti, trazendo Christian no papel principal, como ele mesmo e quebrando a 4ª parede. Parte do elenco são Isabella Moreira como Alice, Giovanna Grigio como Gabriela Coelho, Filipe Bragança como Christian (15 anos), Thomaz Costa como Rodrigo, José Victor Pires como Yan, Michel Joelsas como Mauro, Marcello Airoldi como Wanderley Caldas (pai de Christian), entre outros.
Christian, junto com Lúcio Mauro Filho e Jiang Pu, foi um dos dubladores oficiais do filme Kung Fu Panda 3.

### Apresentador
Em 2016, Christian Figueiredo foi contratado pela Rede Globo para apresentar o quadro "Me Conta Lá No Quarto", do programa Fantástico, com o primeiro episódio do quadro foi ao ar em 22 de maio de 2016. A missão de Christian Figueiredo era ajudar algum jovem que está com algum problema que não consegue resolver.
Christian também foi um dos apresentadores do Meus Prêmios Nick 2016. Além disso, o youtuber também já apresentou o programa TVZ, do Multishow.
Fora das telas, Figueiredo também faz apresentações pelo Brasil inteiro nos palcos com suas peças de teatro seguindo a proposta de um formato novo de entretenimento, ele afirma que “é o que eu faço na internet e no livro, traduzido para o palco”.
O ator fez a apresentação do show da banda estrangeira R5. Na vinda de Demi Lovato ao Brasil em 2015, alguns youtubers tiveram a oportunidade de gravar uma entrevista com ela, Christian Figueiredo e Kéfera Buchmann estão entre estes.
Em 2020, Christian Figueiredo voltou a ser mais ativo no seu primeiro Canal no YouTube, como apresentador do seu "PROGRAMA EU FICO LOKO", com sua noiva Priscila D’Ávila Machado.

## Vida pessoal
Christian Figueiredo teve um relacionamento com a youtuber Aline Becker, que durou de maio de 2014 até junho de 2016.
Desde março de 2018, ele namora a cantora e youtuber Priscila D’Ávila Machado, mais conhecida como Zoo, que tornou-se sua noiva em 2020. Juntos o casal tem 2 filhos: Gael, nascido em 14 de maio de 2019 e Nikki, nascido em 29 de agosto de 2021.
O youtuber já estrelou várias campanhas publicitárias, dentre elas para empresas como a Claro e Gillette. Figueiredo também foi um dos youtubers escolhidos para carregar a Tocha Olímpica das Olimpíadas Rio 2016, convidado pela Coca-Cola para fazer parte do revezamento.

## Filmografia

### Televisão
| Periodo | Titulo                      | Papel                     | Notas                                      |
| ------- | --------------------------- | ------------------------- | ------------------------------------------ |
| 2016-17 | Fantástico                  | Repórter                  | Episódio: "Me Conta Lá No Quarto"          |
| 2016    | Meus Prêmios Nick 2016      | Apresentador              |                                            |
| 2016    | Uma Crush Para Christian    | Apresentador              |                                            |
| 2019    | Malhação: Vidas Brasileiras | Gustavo Sampaio (Gutuber) | Episódio: "25 de janeiro - 8 de fevereiro" |
| 2019    | Em Prova                    | Chris                     | Episódio: "O Rival"                        |
| 2020-22 | Eu Fico Loko                | Apresentador              |                                            |
| 2023    | Sente o Clima               | Apresentador              |                                            |

### Cinema
| Período | Título                      | Personagem        | Ref.     |
| ------- | --------------------------- | ----------------- | -------- |
| 2016    | Kung Fu Panda 3             | Ganso             | Dublagem |
| 2017    | Eu Fico Loko                | Christian (Chris) | [ 33 ]   |
| 2017    | Internet: O Filme           | Felipe (Dj Fefo)  | [ 13 ]   |
| 2019    | FLOPS - Uma Comédia Musical | Johw              |          |

### Internet
| Período    | Título               | Personagem | Notas |
| ---------- | -------------------- | ---------- | ----- |
| 2010-atual | Eu Fico Loko         | Ele mesmo  |       |
| 2011-atual | Christian Figueiredo | Ele mesmo  |       |

## Livros
| Ano  | Título                                              | Editora       | Ref. |
| ---- | --------------------------------------------------- | ------------- | ---- |
| 2015 | Eu fico loko                                        | Novo Conceito |      |
| 2015 | Eu fico loko 2                                      | Novo Conceito |      |
| 2016 | Eu fico loko 3                                      | Novas Páginas |      |
| 2017 | Um Coração Maio que o Mundo                         | Planeta       |      |
| 2017 | Eu Fico Loko A história do totó que ficou fenomenal | Marcador      |      |
| 2020 | Eu Fico Loko 4:Virei Pai                            | Melhoramentos |      |

## Prêmios e indicações
| Ano  | Prêmio                 | Categoria                    | Resultado | Ref.                 |
| ---- | ---------------------- | ---------------------------- | --------- | -------------------- |
| 2013 | Shorty Awards          | Webshow                      | Finalista | [ 34 ]               |
| 2015 | Meus Premios Nick 2015 | WebStar                      | Venceu    | [ 35 ]               |
| 2015 | Melty Future Awards    | Cool Is Everywhere Brazil    | Indicado  | [ 36 ]               |
| 2016 | Meus Prêmios Nick      | Youtuber Masculino Favorito  | Indicado  | [ 37 ] [ 38 ] [ 39 ] |
| 2016 | Meus Prêmios Nick      | Gato Trendy                  | Venceu    | [ 40 ] [ 41 ]        |
| 2016 | Capricho Awards        | Humor                        | Indicado  | [ 42 ]               |
| 2019 | Meus Prêmios Nick      | Melhor Apresentador          | Indicado  | [ 43 ]               |
| 2022 | Prêmio iBest           | Influenciador Santa Catarina | TOP3      | [ 44 ]               |